# Трудный ребёнок
«Трудный ребёнок» (англ. Problem Child) — кинокомедия 1990 года с Майклом Оливером в главной роли. Фильм был выпущен 27 июля 1990 года.
Фильм получил негативные отзывы критиков, однако получил успех в прокате, собрав $72 млн при бюджете в $10 млн. Успех фильма дал зеленый свет двум сиквелам.

## Сюжет
Бен Хили — примерный и покладистый муж, работающий в магазине спортивных товаров своего отца. Ему не слишком-то повезло в личной жизни: жена Флоренс (Фло; Florence, Flo) — эгоистичная лицемерка, мечтающая о подъёме в обществе, а отец «Большой Бен» помешан на своём бизнесе и мало интересуется взрослым отпрыском; но при этом Бен не унывает, оставаясь честным, добрым и отзывчивым человеком. Бену очень хочется иметь детей, но Фло оказывается бесплодной. Врач предлагает усыновить ребёнка.
Хили рассказывают агенту по усыновлению Пибоди о своей проблеме, и тот предлагает им «самый лучший» вариант (на самом деле, попросту стремясь избавиться от малолетнего хулигана, ставшего помехой для католического интерната) — семилетнего Джуниора. С этой минуты и начинается кошмар. Джуниор — маленький, но очень гордый и непоседливый мальчик, с врождённым чувством справедливости, собственного достоинства и критическим складом ума; он доставляет новоиспечённым родителям массу проблем, устраивая пакости своему деду, соседям, детям знакомых своей мачехи, одноклассникам, в ответ на плохое отношение к нему. До усыновления Джуниор хотел поскорей покинуть католический приют, где с ним грубо и несправедливо обращались монахини и директор приюта, и старался отплатить обидчикам «той же монетой». В конце концов, он устраивает переполох во время участия в бейсбольном матче, избив битой детей из команды-соперника (они исподтишка обзывали различными ругательствами Джуниора и Бена). После всех неприятностей Фло требует от Бена вернуть Джуниора в детский дом. Но, узнав, что мальчика возвращают в детдом уже в тридцатый раз, что никто никогда не любил Джуниора и не заботился об нём, Бен понимает, что не может так поступить, и оставляет приёмного сына.
В это время из тюрьмы сбегает опасный преступник Мартин Бэк по прозвищу «Убийца в бабочке», которого Джуниор видел много раз по телевизору и даже начал брать с него пример, надевая такой же галстук-бабочку в горошек; в этом преступнике он увидел родственную душу, такого же одинокого и непонятого никем, гордого и независимого, как и сам Джуниор. Узнав о намерении приёмных родителей сдать его в детдом, Джуниор крайне тяжело переживает это обстоятельство и со злости заводит автомобиль четы Хили (Бен по невнимательности оставил ключи в замке зажигания). В это же время Бен пытается взяться за ручку двери и, не сумев попасть в салон машины, лежит на капоте и помогает Джуниору управлять авто. В конечном итоге, машина врезается в витрину спортивного магазина Большого Бена и портит массу товаров. В наказание, Бен-старший лишает сына сбережений.
Бен в отчаянии и готов уже придушить рыжего дьяволёнка, как неожиданно появляется Бэк, которого Джуниор представляет как своего «дядю». Сам Бэк шокирован узнать, что всё это время переписывался всего лишь с ребёнком, но времени на шок у него не остаётся. Фло очень рада такому повороту событий и надеется сбагрить пацана «дядюшке» Марти. Она устраивает в его честь ужин, во время которого Марти занимается с ней любовью. Бандит берёт в заложники Джуниора и Фло и уезжает с ними. На следующее утро, Бен видит надпись на стене, оставленную преступником, в которой тот требует за женщину и мальчишку 100000 долларов. Поначалу Бен очень радуется тому, что истеричная жена и ужасный сын похищены. Он приходит в комнату мальчика, и от счастья выкидывает некоторые вещи прямо в окно. Затем он решает залезть в ящик письменного стола Джуниора, и это решение резко всё меняет: он находит рисунки мальчика, изображающие Фло и Бена-старшего в образах уродливых монстров, но сам Бен изображён как симпатичный человечек, и засохшую сливу-талисман, которую мальчик бережно хранил всё это время (Бен подарил эту сливу Джуниору как передаваемый из поколения в поколение семьи Хили талисман связи отца и сына). Бен понимает, что на самом деле Джуниор всё это время любил его, а его хулиганства были вполне оправданной местью. Бен решает спасти сына и крадёт ради этого машину соседа (а также его бейсболку с надписью «Супер-папа»). Он отправляется в супермаркет отца, где тот готовится к дебатам и просит одолжить ему денег. Тот отвечает отказом, мотивируя это никчёмностью Бена. И Бен решает ему отомстить, запустив в эфир разговор Большого Бена, в котором тот говорит о своих реальных планах (где признаётся в том, что ему в выборах наплевать на всё и всех, кроме денег) и снимает штаны с трусами в прямом эфире, полностью себя дискредитируя.
Постепенно Джуниор убеждается в том, что его кумир Бэк — жестокий негодяй, ни во что не ставящий ничью жизнь, и возвращается к приёмному отцу. Бэк, получив от Бена выкуп за заложников, даже предлагает Джуниору остаться с ним, чтобы дальше жить такой заманчивой жизнью гангстера. Но Джуниор убегает от Бэка к Бену, впервые назвав его папой. Они кидаются за бандитом в погоню, в ходе которой успешно его атакуют на ходу из ружья (Джуниор управляет машиной, а Бен стреляет). После погони Бен чуть не погибает сам от пули Бэка, но она застревает в засохшей сливе-талисмане, хранившейся в нагрудном кармане куртки Бена. «Убийцу в бабочке» арестовывают, а Бен и Джуниор, став настоящей дружной семьёй, уезжают из города.
А бывшая жена Бена Фло отправляется в далёкое путешествие, запертая в большом чемодане, закинутом на грузовик, перевозящий страдающего поносом борова.

## В ролях
| Актёр            | Роль                           |
| ---------------- | ------------------------------ |
| Майкл Оливер     | Джуниор                        |
| Джон Риттер      | Бен Хили                       |
| Джек Уорден      | Большой Бен Хили               |
| Гилберт Готтфрид | мистер Пибоди                  |
| Эми Ясбек        | Фло Хили                       |
| Майкл Ричардс    | Мартин Бэк, «Убийца в бабочке» |
| Питер Юрасик     | Рой                            |
| Деннис Дуган     | отец в магазине                |
| Колби Клайн      | Люси                           |

## Съёмки
Съёмочный период: со 2 октября по 24 ноября 1989 года.
Актриса Эми Ясбек также снялась во второй части «Трудный ребёнок 2» в новой роли — школьной медсестры Энни Янг.

## Критика
После выхода фильм получил в основном негативные отзывы кинокритиков. На агрегаторе рецензий Rotten Tomatoes «рейтинг свежести» фильма составляет 0 % со средней оценкой 2,3/10 на основе 29 отзывов. На Metacritic фильм получил 27 баллов из 100 на основе отзывов 12 критиков.

## Домашний прокат
Фильм оказался более успешным на домашнем видео. Версия VHS добавляет дополнительную сцену прямо перед заключительными титрами, в котором Джуниор прерывает их, чтобы сказать аудитории, что он вернется следующим летом во второй части. Затем он исчезает, и слышен громкий вздутый шум,[уточнить] за которым[уточнить] Бен кричит «Джуниор!», Он смеется, затем идут заключительные титры. Версия VHS была выпущена 31 января 1991 года.

## Продолжения
Успех первого фильма вдохновил создателей воздать два продолжения: первый, Трудный ребенок 2, театрально выпущен в 1991 году; второй, Трудный ребенок 3, который был телевизионным фильмом, он транслировался на NBC в 1995 году. Первый вернул первоначальный состав в их первоначальных ролях и продолжил там, где закончился первый фильм. В третьем и последнем (на данный момент) фильме Бен и Джуниор были заменены актерами Уильямом Каттом и Джастином Чепменом, в то время как Готфрид и Уорден повторили свои роли. Третий фильм не учитывает события первых двух частей и был раскритикован критиками и зрителями.